# Briarpatch
Briarpatch est une série télévisée d'anthologie américaine en dix épisodes de 42 minutes basée sur le roman policier de Ross Thomas, Briarpatch, paru en 1984 (publié en français sous le titre Ondes de choc). La série a été diffusée du 6 février au 13 avril 2020 sur USA Network.
En France, la série est diffusée sur Altice Studio depuis le 19 septembre 2020. Elle est inédite dans les autres pays francophones.

## Synopsis
Quand la détective Felicity Dill est tuée dans une voiture piégée, sa sœur ainée, Allegra Dill, enquêtrice pour un jeune sénateur ambitieux de Washington, retourne dans sa ville natale du Texas pour trouver le coupable. Elle y découvre une ville corrompue jusqu'à l'os.

## Distribution

### Acteurs principaux
- Rosario Dawson (VF : Annie Milon) : Allegra Dill
- Jay R. Ferguson (VF : Jérémie Covillault) : Jake Spivey
- Edi Gathegi (VF : Jean-Baptiste Anoumon) : A.D. Singe
- Brian Geraghty (VF : Alexandre Gillet) : Capitaine Gene Colder
- Kim Dickens (VF : Rafaèle Moutier) : Eve Raytek

### Acteurs récurrents et invités
- Allegra Edwards (VF : Diane Dassigny) : Cindy McCabe (8 épisodes)
- Alan Cumming (VF : Pierre Tessier) : Clyde Brattle (5 épisodes)
- Timm Sharp (en) (VF : Thibaut Lacour) : Harold Snow (5 épisodes)
- David Paymer (VF : Gilbert Lévy) : Jimmy Jr. (3 épisodes)
- Ben Sanders (VF : Arnaud Laurent) : Rory (3 épisodes)
- Deborah Chavez (VF : Bénédicte Charton) : Londa (1 épisode)
- Mike Miller (VF : Michel Prud'homme) : Archer Flournoy (1 épisode)

 Source et légende : version française (VF) sur RS Doublage

## Développement
La série a été commandée par USA Network le 24 janvier 2019 avec Rosario Dawson dans le rôle principal. Elle est aussi productrice, au côté d'Andy Greenwald, qui a adapté le roman pour la télévision, et de Sam Esmail, le créateur de Mr. Robot.
Les deux premiers épisodes ont été présentés au Festival international du film de Toronto le 7 septembre 2019.
La série se déroule dans une ville imaginaire du Texas, San Bonifacio, à une époque non clairement identifiable.
Le 17 juillet 2020, la série est annulée.

## Épisodes
1. Saint disgrâce (First Time in Saint Disgrace)
2. Ça crisse et ça craque (Snap, Crackle, Pop)
3. Des actes abominables, odieux et choquants (Terrible, Shocking Things)
4. Une météo de boucherie (Breadknife Weather)
5. Loin de tout (Behind God's Back)
6. Le pire enfoiré de la terre (The Most Sinful Motherfucker Alive)
7. Mon petit caramel (Butterscotch)
8. Le bal des anciens (Most Likely to Succeed)
9. Théorie des jeux et mescaline (Game Theory and Mescaline)
10. Felicity (Felicity)